# Jesień – tańcuj
Jesień – tańcuj – pierwszy singel polskiego producenta muzycznego L.U.C.-a i orkiestry Rebel Babel Film Orchestra, promujący animowany dramat filmowy pt. Chłopi. Powstały przy gościnnym udziale polskiej piosenkarki Kayah, polsko-ukraińskiego zespołu muzycznego Dagadana, polskich zespołów muzycznych Laboratorium Pieśni i Tęgie Chłopy. Singel został wydany 6 października 2023.
Piosenka była nominowana do nagrody polskiego przemysłu fonograficznego Fryderyka w kategorii „utwór roku”.
Kompozycja zajęła 3. miejsce w polskich wewnętrznych eliminacjach na 68. Konkurs Piosenki Eurowizji (2024).
Nagranie otrzymało w Polsce status podwójnie platynowego singla, przekraczając liczbę 100 tysięcy sprzedanych kopii.

## Geneza utworu i historia wydania
Utwór napisali i skomponowali Łukasz Rostkowski, Katarzyna Rooijens, Michał Żak, Marcin Żytomirski, Maciej Filipczuk, Szczepan Pospieszalski, Michał Maziarz i Dorota Murzynowska.
Singel ukazał się w formacie digital download 6 października 2023 w Polsce za pośrednictwem wytwórni płytowej Agora. Piosenka została umieszczona na ścieżce dźwiękowej – Chłopi.
Tekst utworu został napisany na podstawie cytatów z Chłopów.
22 marca 2024 piosenka została zaprezentowana podczas gali Fryderyki 2024.
Piosenka została zgłoszona do polskich wewnętrznych eliminacji na 68. Konkurs Piosenki Eurowizji organizowany w Malmö. Ostatecznie zajęła 3. miejsce z dorobkiem 23 punktów.
W lutym 2024 singel uzyskał nominację do nagrody polskiego przemysłu fonograficznego Fryderyka w kategorii „utwór roku”.

## Teledysk
Do utworu powstał teledysk w reżyserii Doroty Kobieli i Hugh Welchmana, który udostępniono w dniu premiery singla za pośrednictwem serwisu YouTube.

## Lista utworów
- Digital download[2]

1. „Jesień – tańcuj” (z filmu Chłopi) – 4:41

## Notowania

### Pozycje na listach sprzedaży
| Kraj   | Lista (2023)             | Najwyższa pozycja |
| ------ | ------------------------ | ----------------- |
| Polska | Billboard Poland Songs   | 9                 |
| Polska | OLiS – single w streamie | 9                 |

## Certyfikaty
| Kraj          | Certyfikat         | Sprzedaż |
| ------------- | ------------------ | -------- |
| Polska (ZPAV) | 2× platynowa płyta | 100 000+ |

## Wyróżnienia
| Rok  | Konkurs        | Kategoria  | Rezultat  |
| ---- | -------------- | ---------- | --------- |
| 2024 | Fryderyki 2024 | Utwór roku | Nominacja |